# Gräsklockor
Gräsklockor (Edraianthus) är ett släkte som ingår i familjen klockväxter.

## Utbredning
Släktet förekommer i södra Europas bergsregioner, främst på Balkan, som Bosnien, Bulgarien, Kroatien, Montenegro och Serbien, men även i Rumänien, Italien och Grekland.

## Utseende
Arterna inom släktet är små fleråriga växter, med tuvor av gräsblad och fina klockformade blommor, vanligtvis blå. 

## Namn
Släktnamnet kommer från grekiska hedraios (sittande) och anthos (blomma).

## Arter
I alfabetisk ordning:
- Edraianthus australis
- Edraianthus dalmaticus (Dalmatisk gräsklocka)
- Edraianthus dinaricus
- Edraianthus glisicii
- Edraianthus graminifolius (Gräsklocka)
- Edraianthus hercegovinus
- Edraianthus horvatii
- Edraianthus intermedius
- Edraianthus lakusicii
- Edraianthus linifolius
- Edraianthus murbeckii
- Edraianthus niveus
- Edraianthus parnassicus
- Edraianthus pilosulus
- Edraianthus pulevicii
- Edraianthus pumilio (Dvärggräsklocka)
- Edraianthus serbicus
- Edraianthus serpyllifolius (Kroatisk gräsklocka)
- Edraianthus tarae
- Edraianthus tenuifolius (Smal gräsklocka)
- Edraianthus wettsteinii